# 뜨리얌우돔쓱사 학교

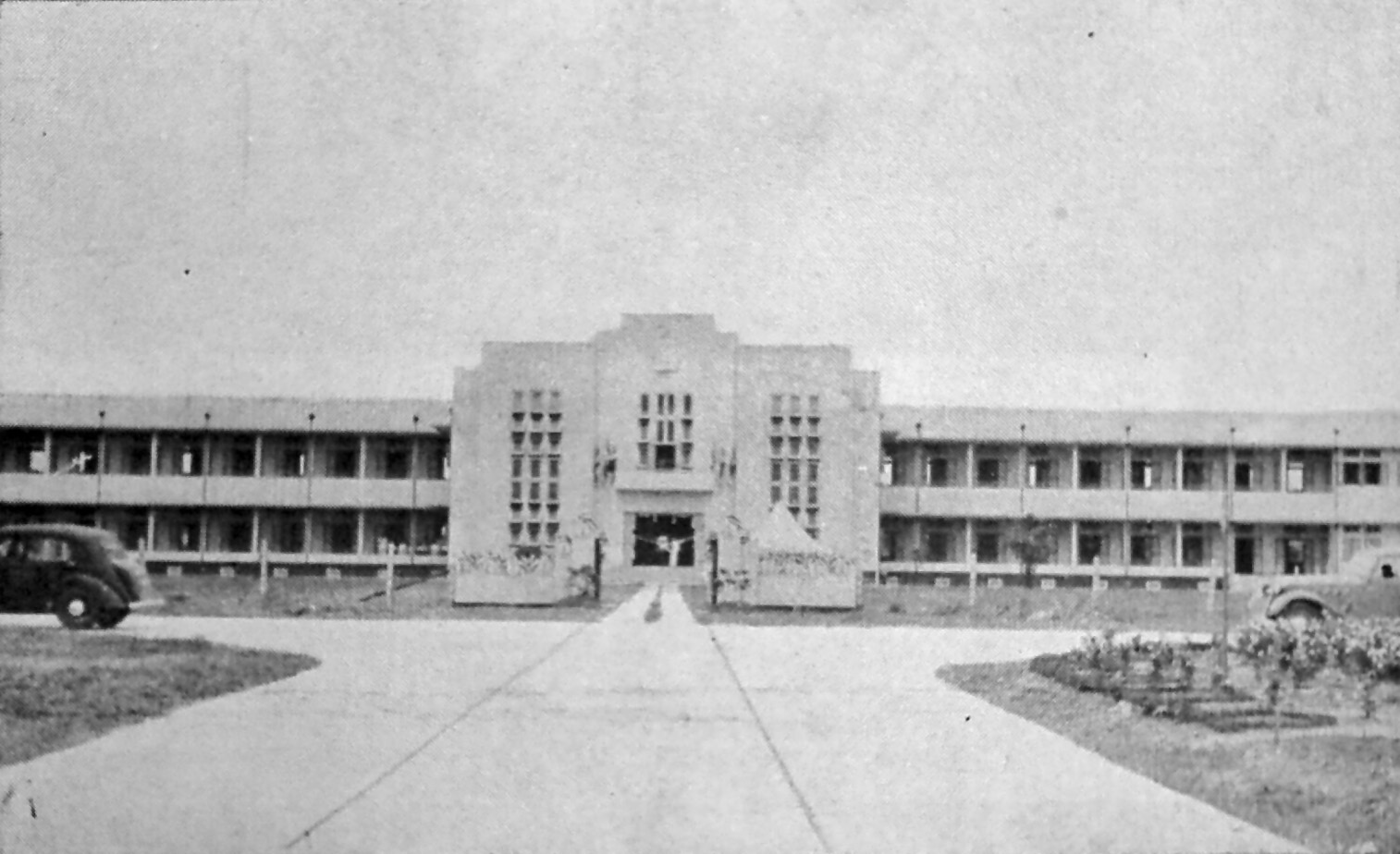
뜨리암우돔 슥사 학교

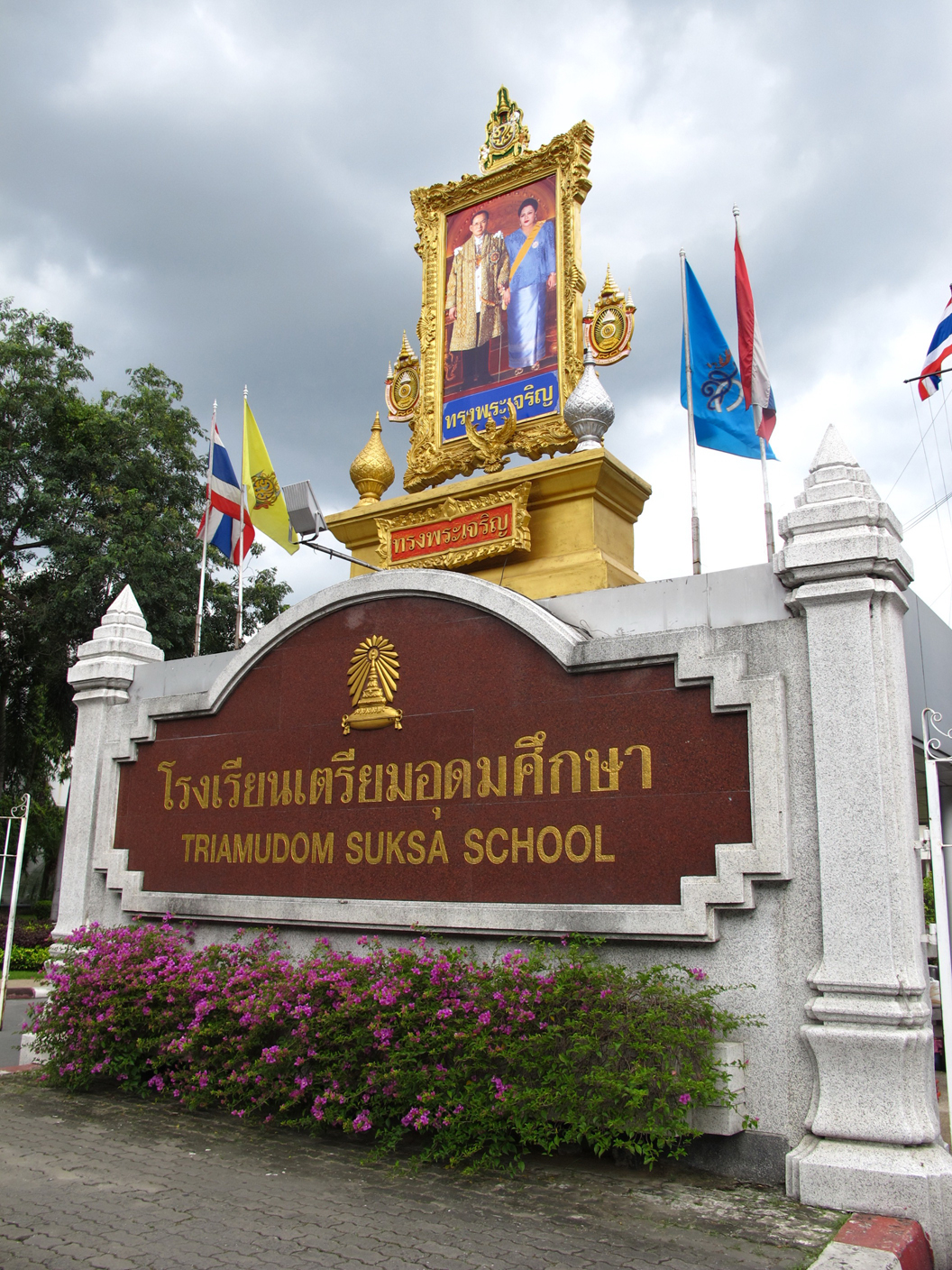
뜨리암우돔 슥사 학교

뜨리암 우돔 슥사 학교(태국어: โรงเรียนเตรียมอุดมศึกษา, IPA: [trīːam ùdōm sɯ̀k.sǎː])는 태국 방콕 중심에 위치한 학교이다.